# Aïn Bessem
Aïn Bessem (în arabă عين بسام) este o comună din provincia Bouira, Algeria.
Populația comunei este de 42.635 locuitori (2008).